# Rhacochelifer nubicus
Rhacochelifer nubicus är en spindeldjursart som beskrevs av Beier 1962. Rhacochelifer nubicus ingår i släktet Rhacochelifer och familjen tvåögonklokrypare. Inga underarter finns listade i Catalogue of Life.